# Matthias Richards
Matthias Richards (* 26. Februar 1758 bei Pottstown, Montgomery County, Province of Pennsylvania; † 4. August 1830 in Reading, Pennsylvania) war ein US-amerikanischer Politiker. Zwischen 1807 und 1811 vertrat er den Bundesstaat Pennsylvania im US-Repräsentantenhaus.

## Werdegang
Matthias Richards war der jüngere Bruder des Kongressabgeordneten John Richards (1753–1822). Er genoss eine private Schulausbildung. Während des Unabhängigkeitskrieges diente er in der Miliz des Berks County, in der er es bis zum Major brachte. Zwischen 1788 und 1828 war er neben seinen anderen Tätigkeiten auch Friedensrichter im Berks County. Zwischen 1791 und 1797 fungierte Richards dort auch als Bezirksrichter. In den Jahren 1801 und 1802 arbeitete er für die Zollverwaltung. Politisch wurde er Mitglied der Ende der 1790er Jahre von Thomas Jefferson gegründeten Demokratisch-Republikanischen Partei.
Bei den Kongresswahlen des Jahres 1806 wurde Richards im dritten Wahlbezirk von Pennsylvania in das US-Repräsentantenhaus in Washington, D.C. gewählt, wo er am 4. März 1807 die Nachfolge des zwischenzeitlich verstorbenen Christian Lower antrat. Nach einer Wiederwahl konnte er bis zum 3. März 1811 zwei Legislaturperioden im Kongress absolvieren. Im Jahr 1810 verzichtete er auf eine weitere Kandidatur.
1813 wurde Matthias Richards Leiter der Finanzbehörde im neunten Steuerbezirk von Pennsylvania; im Jahr 1823 wurde er beim Vormundschaftsgericht im Berks County angestellt. Außerdem arbeitete er im Handel. Zeitweise war er wieder als Bezirksrichter tätig. Er starb am 4. August 1830 in Reading.